# Daniel Caesar

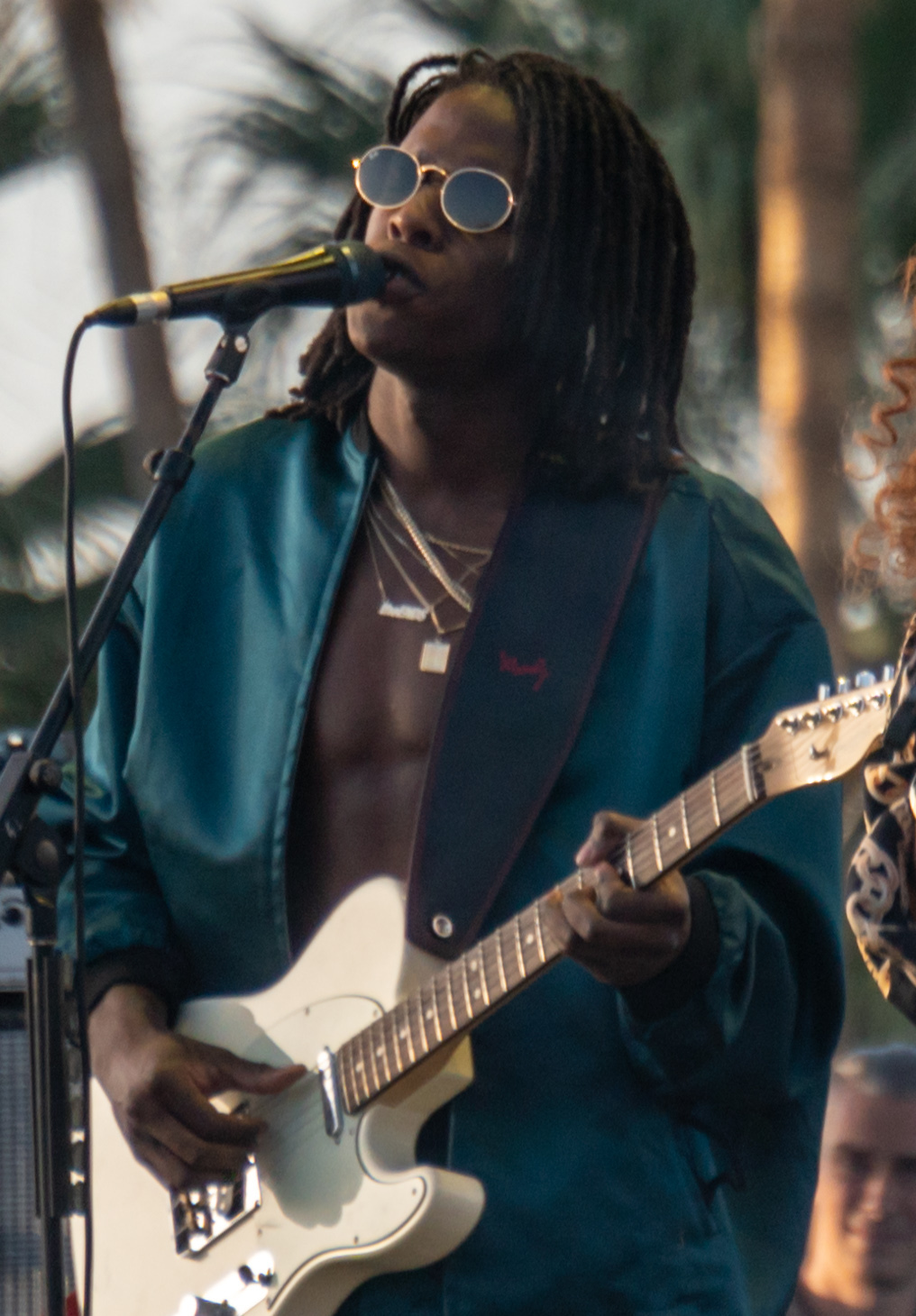
Daniel Caesar bei Coachella (2018)

Daniel Caesar (* 5. April 1995 in Toronto; eigentlicher Name Ashton Simmonds) ist ein kanadischer R&B-Sänger. Er hatte 2017 seinen Durchbruch in Nordamerika mit dem Album Freudian. Der Song Best Part zusammen mit H.E.R. brachte ihm 2019 einen Grammy Award.

## Biografie
Ashton Simmonds alias Daniel Caesar begann 2014 mit einer Mischung aus Pop, Soul und Electronic im Internet. Dabei arbeitete er auch viel mit anderen Musikern wie bspw. der aus seiner Heimatstadt stammenden Band BadBadNotGood zusammen. Mehrere selbst produzierte EPs veröffentlichte er online, bevor er 2016 mit Get You zusammen mit der US-Sängerin Kali Uchis einen ersten Hit hatte, der millionenfach abgerufen wurde. 
Durch Liveauftritte steigerte er seine Bekanntheit weiter, während er Musik für ein erstes Album produzierte. Freudian erschien 2017 und enthielt weitere Kollaborationen. In Kanada schaffte er damit den Einstieg in die Top 20 der Albumcharts. In den USA kam er auf Platz 25 und hielt sich annähernd zwei Jahre in den Billboard 200. In beiden Ländern wurde es mit Gold ausgezeichnet. Bei den Juno Awards 2018, dem wichtigsten kanadischen Musikpreis, wurde es als Album des Jahres im Bereich R&B/Soul ausgezeichnet.
Get You erreichte danach eine noch breitere Öffentlichkeit, das Lied schaffte es in die US-Singlecharts und bekam sogar Platinauszeichnungen. Größter Erfolg unter den neuen Albumsongs war aber Best Part zusammen mit H.E.R. Für das Album und die beiden Songs erhielt er Grammy-Nominierungen, mit Best Part gewann er die höchste US-amerikanische Musikauszeichnung 2019 für die beste R&B-Darbietung.
In diesem Jahr ließ Caesar auch sein zweites Album Case Study 01 folgen, das es außer in Nordamerika auch in einigen europäischen Ländern und in Australien in die Charts schaffte. Neben Pharrell Williams und John Mayer konnte er auch die Sängerin Brandy für eine Zusammenarbeit gewinnen. Ihr gemeinsamer Song Love Again brachte ihm 2020 eine weitere Grammy-Nominierung.
Am 7. April 2023, zwei Tage nach seinem 28. Geburtstag, veröffentlichte Caesar sein drittes Studioalbum Never Enough über Republic Records. Die Produktion wurde von Caesar selbst, Zachary Simmonds (seinem jüngeren Bruder), Sir Dylan, Sevn Thomas, Rami und Raphael Saadiq übernommen. In einem Interview mit Billboard teilte Caesar mit, dass das Album weniger auf R&B fokussiert sein würde und Einflüsse enthalten würde, von denen er früher inspiriert wurde, wie Folk und Country-Musik. Das Album stieß erneut auf positive Resonanz. Laut einer Rezension des Online-Musikmagazins Mostdope ist das Album "ein hypnotisches Neo-Soul-Erlebnis", indem sich Caesar weg von seinen früheren Gospel- und Soul-Einflüssen bewegt und in neue musikalische Gefilde wagt. Das Album wurde als "eine willkommene Rückkehr des Künstlers" bezeichnet, der in den letzten Jahren relativ wenig neue Musik veröffentlicht hatte.

## Diskografie

### Alben
| Jahr | Titel Musiklabel                    | Höchstplatzierung, Gesamtwochen, AuszeichnungChartplatzierungen (Jahr, Titel, Musiklabel, Platzierungen, Wochen, Auszeichnungen, Anmerkungen) | Höchstplatzierung, Gesamtwochen, AuszeichnungChartplatzierungen (Jahr, Titel, Musiklabel, Platzierungen, Wochen, Auszeichnungen, Anmerkungen) | Höchstplatzierung, Gesamtwochen, AuszeichnungChartplatzierungen (Jahr, Titel, Musiklabel, Platzierungen, Wochen, Auszeichnungen, Anmerkungen) | Anmerkungen                           |
| Jahr | Titel Musiklabel                    | UK | US | CA | Anmerkungen                           |
| ---- | ----------------------------------- | --- | --- | --- | ------------------------------------- |
| 2017 | Freudian Golden Child               | — | US25 Platin · (157 Wo.)US | CA19 ×2Doppelplatin · (1 Wo.)CA | Erstveröffentlichung: 25. August 2017 |
| 2019 | Case Study 01 Golden Child          | UK89 (1 Wo.)UK | US17 (2 Wo.)US | CA— GoldCA | Erstveröffentlichung: 28. Juni 2019   |
| 2023 | Never Enough Republic Records (UMG) | UK60 (1 Wo.)UK | US14 (11 Wo.)US | CA5 Gold · (… Wo.)CA | Erstveröffentlichung: 7. April 2023   |

### EPs
- 2014: Praise Break
- 2015: Pilgrim’s Paradise
- 2017: Up Next Session: Daniel Caesar

### Singles als Leadsänger
| Jahr | Titel Album        | Höchstplatzierung, Gesamtwochen, AuszeichnungChartplatzierungen (Jahr, Titel, Album, Platzierungen, Wochen, Auszeichnungen, Anmerkungen) | Höchstplatzierung, Gesamtwochen, AuszeichnungChartplatzierungen (Jahr, Titel, Album, Platzierungen, Wochen, Auszeichnungen, Anmerkungen) | Höchstplatzierung, Gesamtwochen, AuszeichnungChartplatzierungen (Jahr, Titel, Album, Platzierungen, Wochen, Auszeichnungen, Anmerkungen) | Höchstplatzierung, Gesamtwochen, AuszeichnungChartplatzierungen (Jahr, Titel, Album, Platzierungen, Wochen, Auszeichnungen, Anmerkungen) | Höchstplatzierung, Gesamtwochen, AuszeichnungChartplatzierungen (Jahr, Titel, Album, Platzierungen, Wochen, Auszeichnungen, Anmerkungen) | Anmerkungen                                                                   |
| Jahr | Titel Album        | DE | AT | CH | UK | US | Anmerkungen                                                                   |
| ---- | ------------------ | --- | --- | --- | --- | --- | ----------------------------------------------------------------------------- |
| 2016 | Get You Freudian   | — | — | — | UK— PlatinUK | US93 ×4Vierfachplatin · (6 Wo.)US | Erstveröffentlichung: 20. Oktober 2016 feat. Kali Uchis                       |
| 2017 | Best Part Freudian | — | — | — | UK— PlatinUK | US75 ×6Sechsfachplatin · (19 Wo.)US | Erstveröffentlichung: 31. Dezember 2017 feat. H.E.R.; Grammy (R&B-Darbietung) |

Weitere Singles
- 2015: Violet
- 2015: Death and Taxes
- 2015: Streetcar
- 2016: Won’t Live Here
- 2016: Japanese Denim (CA: ×2Doppelplatin , UK: Silber, US: Platin)
- 2017: We Find Love (CA: Platin, US: Gold)
- 2017: Blessed (CA: Gold, US: Gold)
- 2017: Hold Me Down (CA: Gold, US: Gold)
- 2018: Who Hurt You? (CA: Platin, US: Gold)
- 2019: Love Again (mit Brandy) (CA: Gold, US: Gold)
- 2019: Cyanide (CA: Platin, US: Gold)
- 2023: Do You Like Me?
- 2023: Let Me Go

### Singles als Gastmusiker
| Jahr | Titel Album            | Höchstplatzierung, Gesamtwochen, AuszeichnungChartplatzierungen (Jahr, Titel, Album, Platzierungen, Wochen, Auszeichnungen, Anmerkungen) | Höchstplatzierung, Gesamtwochen, AuszeichnungChartplatzierungen (Jahr, Titel, Album, Platzierungen, Wochen, Auszeichnungen, Anmerkungen) | Höchstplatzierung, Gesamtwochen, AuszeichnungChartplatzierungen (Jahr, Titel, Album, Platzierungen, Wochen, Auszeichnungen, Anmerkungen) | Höchstplatzierung, Gesamtwochen, AuszeichnungChartplatzierungen (Jahr, Titel, Album, Platzierungen, Wochen, Auszeichnungen, Anmerkungen) | Höchstplatzierung, Gesamtwochen, AuszeichnungChartplatzierungen (Jahr, Titel, Album, Platzierungen, Wochen, Auszeichnungen, Anmerkungen) | Anmerkungen                                                                                          |
| Jahr | Titel Album            | DE | AT | CH | UK | US | Anmerkungen                                                                                          |
| --- | ---------------------- | --- | --- | --- | --- | --- | --- |
| 2021 | Peaches Justice        | DE2 Gold · (25 Wo.)DE | AT2 Gold · (23 Wo.)AT | CH2 (31 Wo.)CH | UK2 Platin · (24 Wo.)UK | US1 ×4Vierfachplatin · (30 Wo.)US | Erstveröffentlichung: 19. März 2021 Justin Bieber feat. Daniel Caesar & Giveon Verkäufe: + 8.969.333 |
| Folgende Lieder erschienen nicht als Single, wurden aber durch das Album zum Download und Streaming bereitgestellt und konnten somit eine Platzierung erlangen: |                        | | | | | | |
| |                        | | | | | | |
| 2024 | St. Chroma Chromakopia | — | — | CH43 (2 Wo.)CH | UK15 (5 Wo.)UK | US7 Platin · (9 Wo.)US | Charteinstieg: 3. November 2024 Tyler, the Creator feat. Daniel Caesar Verkäufe: + 1.040.000         |

Weitere Gastbeiträge
- 2018: Beauty & Essex (Free Nationals feat. Daniel Caesar & Unknown Mortal Orchestra, US: Gold)

## Auszeichnungen für Musikverkäufe
| Goldene Schallplatte - Brasilien - 2025: für die Single Let Me Go - 2025: für das Lied Valentina - 2025: für das Lied Do You Like Me? - Dänemark - 2022: für die Single Best Part - 2023: für das Album Freudian - 2024: für die Single Get You - Frankreich - 2023: für die Single Best Part - Japan - 2022: für das Streaming Peaches - Kanada - 2024: für das Lied St. Chroma - Neuseeland - 2024: für das Album Never Enough Platin-Schallplatte - Belgien - 2022: für die Single Peaches - Brasilien - 2023: für die Single Best Part - 2025: für das Lied Always - Griechenland - 2021: für die Single Peaches - Italien - 2021: für die Single Peaches - Portugal - 2022: für die Single Best Part - Südkorea - 2021: für das Streaming Peaches | 2× Platin-Schallplatte - Dänemark - 2022: für die Single Peaches - Neuseeland - 2024: für das Album Freudian - 2024: für die Single Japanese Denim - Norwegen - 2021: für die Single Peaches - Polen - 2024: für die Single Peaches - Schweden - 2022: für die Single Peaches - Spanien - 2024: für die Single Peaches 3× Platin-Schallplatte - Portugal - 2022: für die Single Peaches 4× Platin-Schallplatte - Kanada - 2022: für die Single Get You - 2021: für die Single Best Part - Neuseeland - 2024: für die Single Peaches - 2025: für die Single Get You | 5× Platin-Schallplatte - Australien - 2024: für die Single Peaches - Neuseeland - 2024: für die Single Best Part Diamantene Schallplatte - Brasilien - 2025: für das Lied Superpowers - Frankreich - 2022: für die Single Peaches 2× Diamantene Schallplatte - Mexiko - 2022: für die Single Peaches 3× Diamantene Schallplatte - Brasilien - 2024: für die Single Peaches |

Anmerkung: Auszeichnungen in Ländern aus den Charttabellen bzw. Chartboxen sind in ebendiesen zu finden.
| Land/RegionAuszeichnungen für Musikverkäufe (Land/Region, Auszeichnungen, Verkäufe, Quellen) | Silber  | Gold       | Platin       | Diamant     | Verkäufe   | Quellen              |
| -------------------------------------------------------------------------------------------- | ------- | ---------- | ------------ | ----------- | ---------- | -------------------- |
| Australien (ARIA)                                                                            | —       | —          | 5× Platin5   | —           | 350.000    | aria.com.au          |
| Belgien (BRMA)                                                                               | —       | —          | Platin1      | —           | 40.000     | ultratop.be          |
| Brasilien (PMB)                                                                              | —       | 3× Gold3   | 2× Platin2   | 4× Diamant4 | 780.000    | pro-musicabr.org.br  |
| Dänemark (IFPI)                                                                              | —       | 3× Gold3   | 2× Platin2   | —           | 315.000    | ifpi.dk              |
| Deutschland (BVMI)                                                                           | —       | Gold1      | —            | —           | 200.000    | musikindustrie.de    |
| Frankreich (SNEP)                                                                            | —       | Gold1      | —            | Diamant1    | 433.333    | snepmusique.com      |
| Griechenland (IFPI)                                                                          | —       | —          | Platin1      | —           | 20.000     | Einzelnachweise      |
| Italien (FIMI)                                                                               | —       | —          | Platin1      | —           | 70.000     | fimi.it              |
| Japan (RIAJ)                                                                                 | —       | Gold1      | —            | —           | —          | riaj.or.jp           |
| Kanada (MC)                                                                                  | —       | 6× Gold6   | 15× Platin15 | —           | 1.440.000  | musiccanada.com      |
| Mexiko (AMPROFON)                                                                            | —       | —          | —            | 2× Diamant2 | 1.400.000  | amprofon.com.mx      |
| Neuseeland (RMNZ)                                                                            | —       | Gold1      | 17× Platin17 | —           | 487.500    | radioscope.co.nz NZ2 |
| Norwegen (IFPI)                                                                              | —       | —          | 2× Platin2   | —           | 120.000    | ifpi.no              |
| Österreich (IFPI)                                                                            | —       | Gold1      | —            | —           | 15.000     | ifpi.at              |
| Polen (ZPAV)                                                                                 | —       | —          | 2× Platin2   | —           | 100.000    | olis.pl              |
| Portugal (AFP)                                                                               | —       | —          | 4× Platin4   | —           | 40.000     | Einzelnachweise      |
| Schweden (IFPI)                                                                              | —       | —          | 2× Platin2   | —           | 160.000    | sverigetopplistan.se |
| Spanien (Promusicae)                                                                         | —       | —          | 2× Platin2   | —           | 120.000    | elportaldemusica.es  |
| Südkorea (KMCA)                                                                              | —       | —          | Platin1      | —           | —          | circlechart.kr       |
| Vereinigte Staaten (RIAA)                                                                    | —       | 7× Gold7   | 17× Platin17 | —           | 20.500.000 | riaa.com             |
| Vereinigtes Königreich (BPI)                                                                 | Silber1 | —          | 3× Platin3   | —           | 2.000.000  | bpi.co.uk            |
| Insgesamt                                                                                    | Silber1 | 24× Gold24 | 77× Platin77 | 7× Diamant7 |            |                      |

## Auszeichnungen
Grammy Awards
- 2019: beste R&B-Darbietung für Best Part (feat. H.E.R.)

Juno Awards
- 2018: R&B-/Soul-Aufnahme des Jahres für Freudian

Soul Train Music Awards
- 2018: Best New Artist
- 2018: Best Collaboration Performance für Best Part (feat. H.E.R.)